# Fuscozetes montanus
Fuscozetes montanus är en kvalsterart som beskrevs av K. Fujikawa 2003. Fuscozetes montanus ingår i släktet Fuscozetes och familjen Ceratozetidae. Inga underarter finns listade i Catalogue of Life.